# Automan (musikalbum)
Automan är Bricks tredje och sista studioalbum, utgivet av A West Side Fabrication 2001.

## Låtlista[1]
1. "No Names"
2. "Hole Digger"
3. "Call Batman"
4. "'Til It All Crash"
5. "The Farm"
6. "Flag"
7. "Repulsion"
8. "Automen"
9. "Police"
10. "Ghost"
11. "Lynnard"
12. "Apedominated"
13. "Exit"